# Scapanopygus cinereus
Scapanopygus cinereus là một loài bọ cánh cứng trong họ Cerambycidae.